# Wallace Monument
Het Wallace Monument, officieel The National Wallace Monument, is een negentiende-eeuws nationaal monument, gelegen in Stirling, Schotland. Het is een symbool van de Schotse vrijheid. De toren is genoemd naar de dertiende-eeuwse vrijheidsstrijder William Wallace.

## Nationalisme
Om de nationalistisch eenheid van Schotland te benadrukken en te bevorderen werd in de negentiende eeuw een monument gebouwd ter ere van William Wallace en andere Schotse helden, als symbool van het Schotse vrijheidsgevoel.
Als locatie voor de toren werd de heuvel uitgekozen van waaruit William Wallace in 1297 het Engelse leger zag aankomen over Stirling bridge voordat hij de Slag bij Stirling Bridge inging, waar de Schotten een overwinning behaalden op de Engelsen.

## Bouw
Het Wallace Monument is een 67 meter hoge, vierkante toren in victoriaanse neogotische stijl, ook wel Scottish baronial genoemd, ontworpen door de architect John Thomas Rochead, gelegen op Abbey Craig, ruim drie kilometer ten noorden van Stirling. De bouw werd begonnen in 1861, de toren werd in 1869 voltooid. De toren is gekroond met een stenen 'lantaarn'. Naast de toren staat een gebouw van twee verdiepingen voor de beheerder. De ruimte tussen dit gebouw en de toren is met glas overdekt en doet dienst als ontvangsthal. Boven de ingang van deze hal hangt het wapen en motto (Esperance, hoop) van de familie Wallace.
De toren heeft een octagonale wenteltrap aan de noordwestelijke zijde die met 246 treden naar het platform onder de kroon voert. Aan de zuidwestelijke zijde van de toren staat een bronzen beeld van Wallace in maliënkolder met een tweehandig zwaard.
Op de verschillende verdiepingen van de toren wordt de geschiedenis van Schotland verteld. In de Hall of Heroes (Hal van de Helden) bevinden zich borstbeelden (de meeste door D.W. Stevenson) van beroemde Schotten en wordt hun betekenis voor Schotland toegelicht. Het zijn bustes van
uitvinder Sir David Brewster,
koning Robert the Bruce,
dichter Robert Burns,
humanist George Buchanan,
schrijver Thomas Carlyle,
schrijver dr. Alexander Chalmers,
staatsman William Ewart Gladstone,
predikant John Knox,
ontdekkingsreiziger David Livingstone,
geoloog Hugh Miller,
uitvinder William Murdoch,
dichter Allan Ramsay,
schrijver Sir Walter Scott,
econoom Adam Smith,
dichter Robert Tannahill,
en uitvinder James Watt.
De zalen in de toren hebben alle gebrandschilderde ramen. In de Hall of Heroes bijvoorbeeld zijn er vier afbeeldingen te zien: van een middeleeuwse boogschutter, een middeleeuwse speerman, Robert the Bruce in volle bewapening en William Wallace leunend op zijn zwaard.
In de zaal waar het levensverhaal van William Wallace wordt verteld, staat een claymore tentoongesteld, waarvan wordt beweerd dat dit het zwaard van William Wallace was, dat na de slag zou zijn veilig gesteld en bewaard zou zijn in Dumbarton Castle tot 1888.

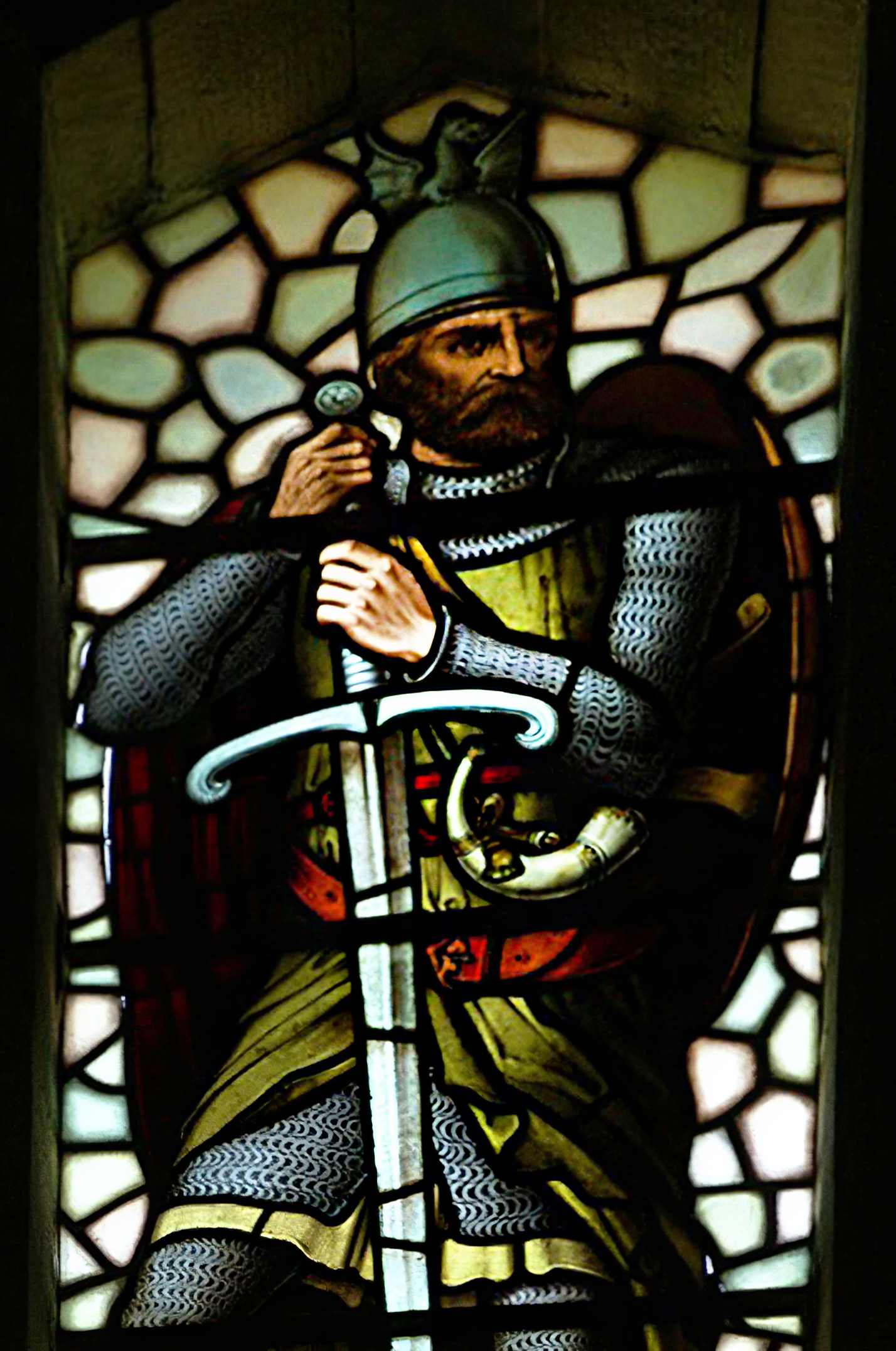
Gebrandschilderd raam met een voorstelling van William Wallace in de Hall of Heroes
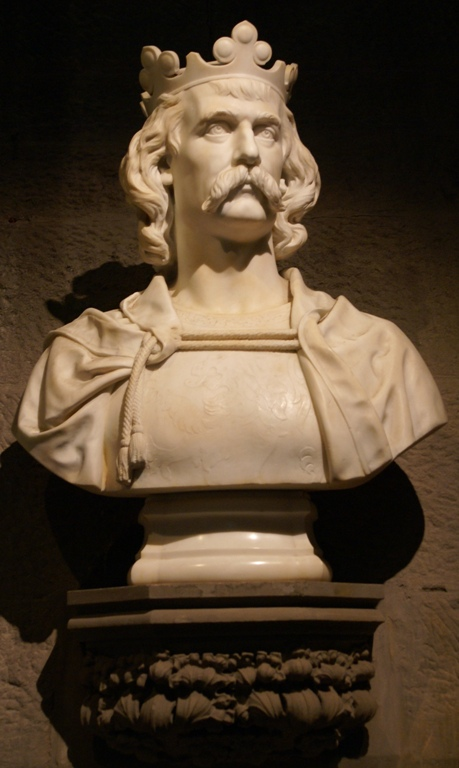
Buste van Robert the Bruce in de Hall of Heroes
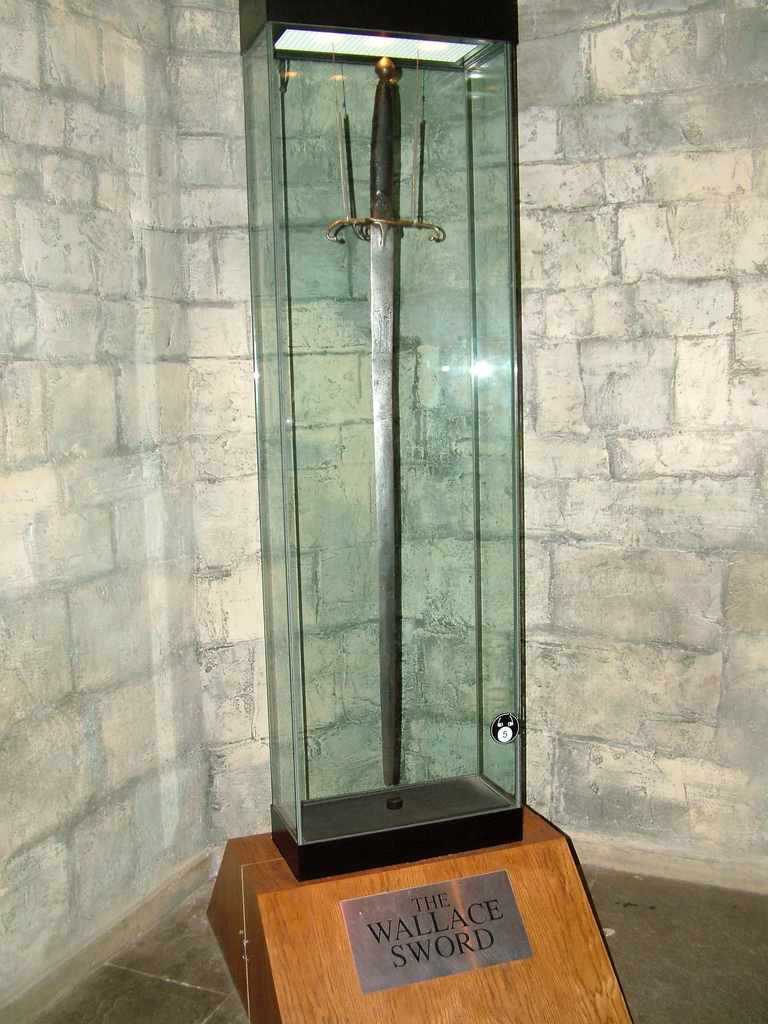
Het Wallace zwaard
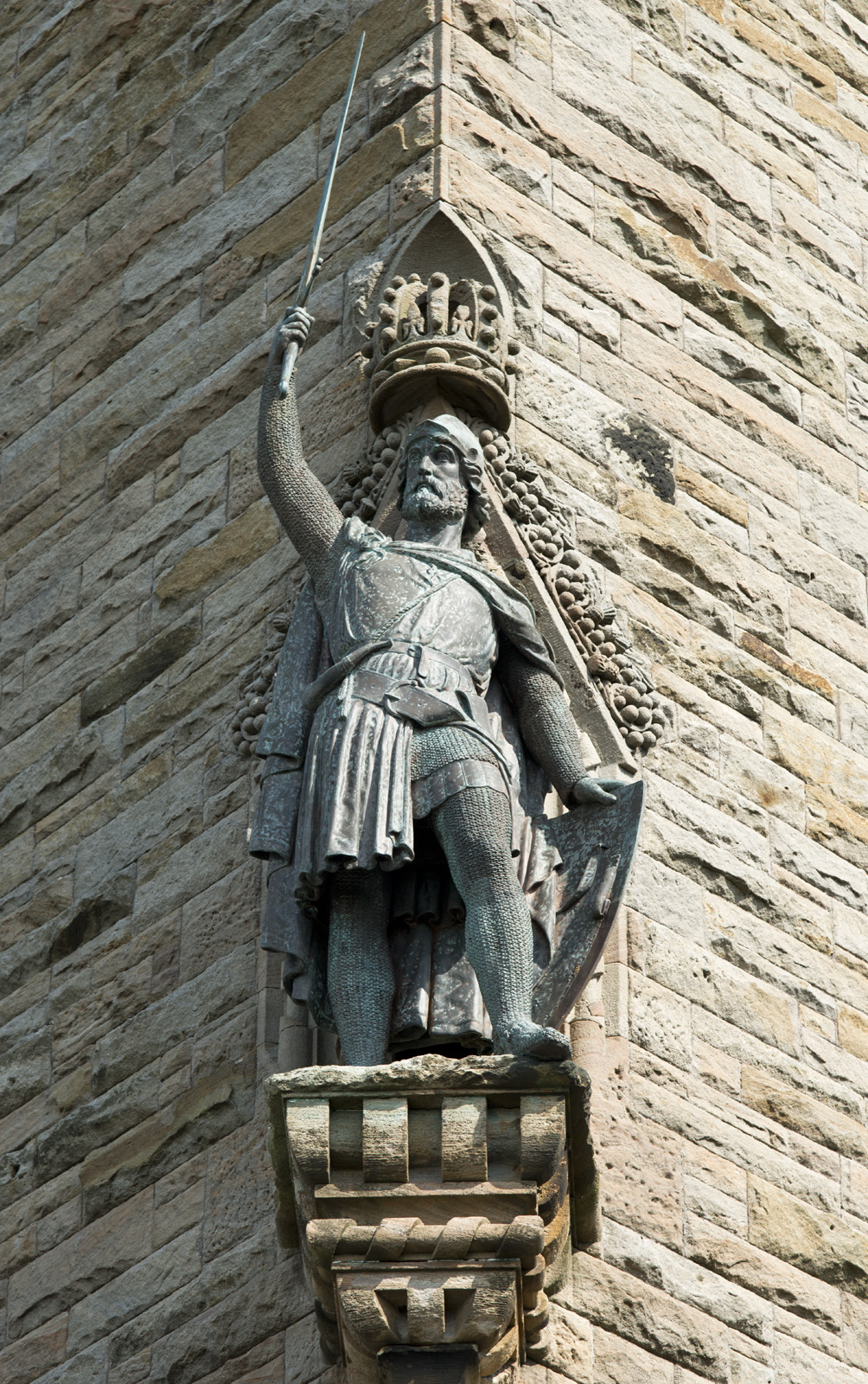
Beeld van William Wallace

## Beheer
Het Wallace Monument wordt beheerd door Stirling District Tourism. Ten zuiden van Stirling bevindt zich het Bannockburn Visitor Centre en Bannockburn Monument dat een eerbetoon is aan de Slag om Bannockburn in 1314.